# Pedrosa del Príncipe
Pedrosa del Príncipe település Spanyolországban, Burgos tartományban. Pedrosa del Príncipe Melgar de Yuso, Itero del Castillo, Castrillo Mota de Judíos, Castrojeriz, Astudillo és Villodre községekkel határos. Lakosainak száma 163 fő (2024).

## Népesség
A település népessége az utóbbi években az alábbiak szerint változott:
| Lakosok száma | 255  | 217  | 201  | 183  | 175  | 161  | 170  | 175  | 165  | 163  |
|               | 2001 | 2004 | 2006 | 2009 | 2011 | 2014 | 2016 | 2019 | 2021 | 2024 |